# Patrícia Acioli
Patrícia Lourival Acioli (Niterói, 14 de fevereiro de 1964 — Niterói, 12 de agosto de 2011) foi uma juíza brasileira assassinada por milicianos que estavam sendo julgados por ela. O caso da morte da juíza foi listado pelo portal Brasil Online como um dos 22 crimes que chocaram o Brasil.

## Carreira
Patricia Acioli era formada em Direito pela Universidade do Estado do Rio de Janeiro. Entrou para o poder judiciário em 1992 no Serviço Jurídico. Desde 1999, trabalhava como juíza na Quarta Vara Criminal de São Gonçalo. Se caracterizava por aplicar duras penas contra os traficantes de drogas, gangues e policiais corruptos. Por conta de seu procedimento, já havia recebido várias ameaças de morte.

## Assassinato

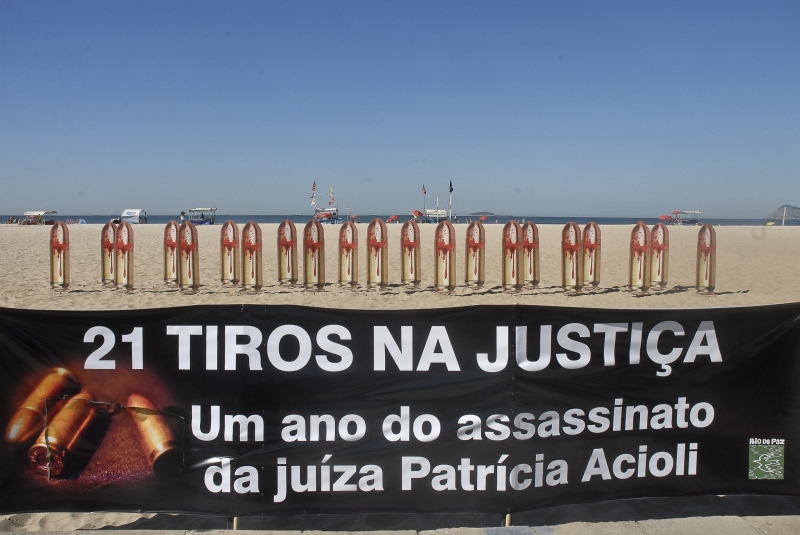
Manifestação para lembrar a morte da juíza e chamar a atenção para o caso, 10 de agosto de 2012

Na noite de 11 de agosto de 2011, Patrícia retornou de carro do fórum de São Gonçalo, onde trabalhava, para sua casa, no bairro de Piratininga, na cidade de Niterói. Ao chegar em sua residência, foi morta por dois homens com 21 tiros.
O assassinato repercutiu em todo o Brasil e no exterior. O presidente do Supremo Tribunal Federal, Cezar Peluso, descreveu o ato como "um ataque ao governo brasileiro e à democracia" e ordenou uma investigação pela Polícia Federal. O então governador, Sérgio Cabral Filho, prometeu investigação rigorosa do caso.
Segundo o que foi apurado pelas investigações, que foram conduzidas pelo Delegado Felipe Ettore e o Comissário José Carlos Guimarães da Divisão de Homicídios do Estado do Rio de Janeiro, o assassinato de Patrícia foi cometido por policiais militares insatisfeitos com sua atuação em relação a um grupo de agentes que atuava na cidade de São Gonçalo praticando homicídios e extorsões. Em 21 de março de 2014, o tenente-coronel Cláudio Luiz de Oliveira foi condenado a 36 anos de prisão em regime fechado pela morte da juíza. Seis policiais militares foram condenados no mesmo caso. Em abril de 2014, todos os onze policiais julgados no caso foram condenados pela Justiça.

## Homenagens

### Prêmio Patrícia Acioli
Em 2012, a Associação dos Magistrados do Estado do Rio de Janeiro criou o Prêmio Juíza Patrícia Acioli de Direitos Humanos. A premiação em homenagem à magistrada é aberta ao público de todo o país e visa promover um mergulho no amplo universo da Cidadania, na defesa do direito à vida, à liberdade, ao respeito, à igualdade e à segurança.

### Fórum regional
Em sua homenagem, o Fórum Regional de Alcântara, da comarca de São Gonçalo, foi nomeado como Fórum Juíza Patricia Lourival Acioli.